# Charles Henri Hubert Spronck

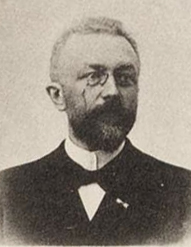
Charles Henri Hubert Spronck

Charles Henri Hubert Spronck (* 18. Februar 1858 in Beek, Limburg; † 3. Dezember 1932 in Zeist) war ein niederländischer Mediziner.

## Leben
Charles Henri Hubert stammte aus einer katholischen Familie. Er war der Sohn eines Arztes Joannes Henricus Agidius Spronck (* 24. Juli 1828 in Maastricht; † 17. Februar 1902 in Utrecht) und dessen Frau Anna Hubertina Loduwina van Hees (* 16. September 1821 in Nieuwstadt; † 13. Januar 1886 in Beek). Nach dem Besuch des Gymnasiums in Maastricht, begann er 1876 an der Universität von Amsterdam ein medizinisches Studium. 1879 unterbrach er seine Amsterdamer Studien um in Paris die Vorlesungen bei Louis Pasteur zu verfolgen. In die Niederlande zurückgekehrt bestand er in Utrecht sein Arztexamen und 1882 sein Doktoralsexamen. Danach wurde er in Amsterdam Assistent von Casper Hendrik Kuhn (1848–1926), unter welchem er am 1. Oktober 1886 mit der Arbeit Over ischaemie van het ruggemerg (deutsch: Über Ischämie von dem Rückenmark).
Bereits am 19. Januar 1886 wurde er Lektor für Anatomie an der Universität Utrecht und am 24. September 1888 Professor für Pathologie und pathologische Anatomie daselbst, wozu er die Einführungsrede De onsterfelijkheid in de levende natuur (deutsch: Die Unsterblichkeit in der lebenden Natur) hielt. Während jener Zeit beschäftigte er sich mit Ätiologie und der Bakteriologie. So untersuchte er die Ursachen der Cholera, Lepra, Ruhr, Diphtherie, Tetanus und Tuberkulose. Spronck entwickelte 1914 unter anderem einen Impfstoff gegen die Tollwut. Als Wegbereiter der Serologie in den Niederlanden, erhielt er 1920 eine außerordentliche Professur für Serologie an der Utrechter Hochschule und begründete dort das serologische Institut. Beim Antritt seiner neuen Aufgabe veröffentlichte er die Rede De wetenschap der immuniteit en haar vruchten voor de profylaxis en therapie der infectieziekten (deutsch: Die Wissenschaft von der Immunität und ihre Früchte für die Prophylaxe und Therapie von Infektionskrankheiten).
Zudem beteiligte er sich an den organisatorischen Aufgaben der Utrechter Hochschule. So war er im Akademiejahr 1903/04 Rektor der Alma Mater, wozu er die Rektoratsrede Enkele tuberculose-vraagpunten in het licht van de pathologische anatomie (deutsch: Einige Tuberkulose-Fragepunkte in dem Licht von der pathologischen Anatomie) publizierte. Spronck wirkte als Mitglied des medizinischen Rates von Gelderland und Utrecht mit, wurde Ritter des Ordens vom niederländischen Löwen und 1903 Mitglied der königlich niederländischen Akademie der Wissenschaften. 1923 wurde er aus seiner Professur emeritiert und verbrachte seine letzten Lebensjahre in Zeist.

## Familie
Spronck verheiratete sich am 7. April 1891 in Houthem mit Marie Rosalie Raphael Felicie Josephine Neve (* 26. Februar 1865 in Houthem; † 30. Oktober 1946 in Leidschendam), die Tochter des Professors der Philosophie an der Universität Löwen Emile Gabriel Benoit Nève (* 12. April 1819 in Rijssel; † 9. Februar 1889 in Houthem) und dessen am 26. Mai 1863 in Maastricht geheirateten Frau Agathe Jeanne Marie Elisabeth Collard (* 20. April 1827 in Susteren; † 26. März 1899 in Houthen). Aus der Ehe stammen zwei Söhne und eine Tochter. Von den Kindern kennt man:
- Emile Henri Spronck (* 14. Februar 1892 in Utrecht; † 21. Dezember 1918 ebenda)
- Elisabeth Anne Marie Felicie Augusta Spronck (* 15. März 1893 in Utrecht; † 8. Dezember 1985 in Den Haag)
- Paul Henri Hermann Spronck (* 4. Dezember 1899 in Utrecht;  † 30. Januar 1967 in Roosendaal en Nispen) verh. 2. Oktober 1930 in Waalre (gesch. 29. August 1936) mit Alexa Wilhelmina Regina Swane (* um 1904 in Waalre) Danach lebte er zusammen mit Nathalie Jacqueline Helene Tiebackx (* 4. September 1906; † ...)